# Po naszymu. Pieszo i na skrzidłach
Po naszymu. Pieszo i na skrzidłach – książka pisarki i poetki Anieli Kupiec z 2005 roku. Zawiera krótkie opowiadania pisane gwarą, dotyczące życia i tradycji cieszyńsko-nydeckich oraz wiersze.

## Zawartość
Książka składa się z dwóch części – „Pieszo” i „Na skrzidłach”. Na końcu znajduje się słowniczek gwarowy. Wyboru dokonał Daniel Kadłubiec.

### Pieszo
Zbiór krótkich opowiadań napisanych gwarą. Opowiadają o życiu oraz tradycjach na terenach zaolziańskich.
Niektóre opowiadania: Jagody, O jednej Wiliji i starym zwyczaju, Podarzóne krzciny.

### Na skrzidłach [skrzydłach]
Życie na Śląsku Cieszyńskim opisane za pomocą poezji autorki.
Niektóre wiersze: Śląsko ziymio, Mowo moja ojczysto, Skibeczka chleba, Na targu w Cieszynie.

## Znaczenie
Dzieło nobilituje gwarę i podnosi ją na poziom języka literackiego. Twórczości Anieli Kupiec oraz Ewy Milerskiej został m.in. poświęcony wieczór poezji i gwary w PZKO w Nydku. Wiersze poetki pojawiały się w zaolziańskich gazetach, takich jak „Głos”, „Zwrot” „Kalendarz Śląski”, „Jutrzenka” czy „Ogniwo” oraz w polskich gazetach “Głos Ziemi Cieszyńskiej” oraz “Panorama Goleszowska”.